# ITap

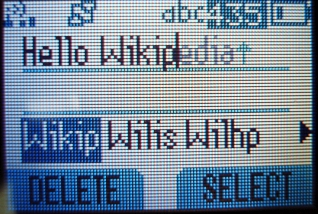
iTap使用例

iTap（あいたっぷ）は、モトローラ（米国）が開発、特許を取得している携帯電話その他の組み込み機器向け文字入力予測システムで、シングルタップ入力の一種である。

## 概要
五十音の各行、アルファベット3-4文字などが各キーに割り当てられており、1文字に付き1回ずつキーを押していく。3文字以上を入力するとその組み合わせに合った単語を推測し候補として呈示する。例えば"prog"(7764)と入力すると"program"、"prohibited"、同じく組み合わせに合う"spoil"などが候補に表示される。この中から入力したい単語をハイライト表示させ上キーなどを押すと入力が確定される。また入力したい単語が無い場合はマニュアル入力も可能で、さらにユーザー辞書に登録することもできる。例えば"Wikipedia"を"Wik"と入力した段階でロックし、"pedia"と入力することで以降候補として現れるようになる。内部辞書の容量がいっぱいになると最も古い単語を外し新しい単語を登録する。
同様のシングルタップ入力であるT9同様、語句の自動補完機能も搭載している。T9と比較した場合、T9が開発メーカーの判断により従来のユーザインタフェイス(UI)と類似したものも利用できるのに対してiTapは独自UIのみである点、iTapが自動補完機能が1回しか機能しないのに対し、入力する都度候補が変化する点などが異なる。またT9同様日本語入力その他多言語にも対応しているが、T9が日本国内ではNTTドコモ向けNEC製やパナソニック製のFOMA端末などに採用実績がある一方でiTapの採用実績は少ない。